# Amandine Buchard
Pour les articles homonymes, voir Buchard.
Amandine Buchard, née le 12 juillet 1995 à Noisy-le-Sec, est une judoka française. Elle évolue d'abord dans la catégorie des moins de 48 kg où elle remporte ses premières médailles internationales, l'argent au Championnat d'Europe 2014 et le bronze lors du Championnat du monde de la même année. Elle change en 2016 de catégorie pour rejoindre les  moins de 52 kg. Elle obtient trois médailles mondiales en bronze dans cette catégorie en 2018, 2022 et 2023 ainsi que deux titres européens en 2021 puis 2023.
À l'occasion des Jeux olympiques de 2021 à Tokyo, elle obtient la médaille d'argent en moins de 52 kg ainsi que le titre olympique par équipe mixte. Elle est médaillée de bronze en moins de 52 kg aux Jeux olympiques de 2024 à Paris.

## Biographie
Amandine Buchard est née le 12 juillet 1995 à Noisy-le-Sec, sa mère est originaire de la ville de Sainte-Marie en Martinique,.
Elle commence le judo en septembre 2001 au Judo Club Noiséen. Après s'être rendue compte que le judo représentait énormément pour elle, elle décide de tenter sa chance dans le haut niveau en rentrant au Pôle Espoirs de Brétigny (2010-2011). Ayant fait une très bonne saison, elle passe un autre palier en entrant au Pôle France d'Orléans (2011-2012). Elle ne cesse de progresser et réussit avec succès sa première année juniors et intègre l'INSEP en septembre 2012.
Elle commence son année 2014 par une troisième place lors du Grand Slam de Paris. Pour sa première sélection avec l'équipe de France, alors qu'elle est toujours juniors à l'âge de 18 ans, elle remporte la médaille d'argent lors du Championnat d'Europe à Montpellier, battue en finale par la Hongroise Éva Csernoviczki, championne d'Europe en titre. Pour sa première participation à un Championnat du Monde Senior à Tcheliabinsk, elle élimine au premier tour sur yuko la championne olympique en titre, la Brésilienne Sarah Menezes. Elle remporte finalement la médaille de bronze en battant la Russe Alesya Kuznetsova sur yuko. Durant cette année, elle participe au Championnat du Monde Juniors à Fort Lauderdale, remportant le titre dans la catégorie des moins de 52 kg, puis la médaille d'argent lors de la compétition par équipes.
En 2015, elle ne participe pas aux Jeux européens de Bakou, préférant se consacrer à la préparation de son baccalauréat qu'elle passe en juin. Elle est sélectionnée pour les mondiaux de Kazan. Elle est éliminée au deuxième tour par l'Espagnole Julia Figueroa. En fin d'année, elle est sanctionnée par la Fédération française pour n'avoir pas réussi à faire le poids lors du Grand Slam de Paris. 
Après une nouvelle pesée manquée pour le tournoi de Paris en février 2016, elle décide de changer de catégorie pour rejoindre les moins de 52 kg ce qui condamne sa possibilité de participer aux Jeux olympiques de Rio de Janeiro.
Lors de la saison 2017, Amandine Buchard change de catégorie pour concourir en moins de 52 kg. Elle termine 2ème du Grand Prix de Düsseldorf et remporte le Grand Prix de Tbilissi mais elle est éliminée au premier tour du Championnat d'Europe de Varsovie par la Britannique Kelly Edwards aux pénalités. Elle remporte le titre européen dans la compétition par équipes où la France s'impose 5 à 0 face à la Pologne. Lors des mondiaux de Budapest, elle est éliminée en quart de finale par Majlinda Kelmendi, championne olympique en titre, puis est battue en repêchage par la Russe Natalia Kuziutina aux pénalités lors du golden score.
Après cette première saison dans sa nouvelle catégorie, qu'elle considère comme une  transition, elle obtient en 2018, une deuxième place au Grand Slam de Paris où elle échoue sur trois pénalités face à la Japonaise Uta Abe. Le mois suivant, elle s'impose lors du Grand Prix de Tbilissi pour la deuxième année consécutive face à la Suissesse Evelyne Tschopp. Lors du Championnats d'Europe à Tel-Aviv, elle est battue dès le premier tour par la Roumaine Andreea Chițu. Elle retrouve une place sur un podium mondial lors des mondiaux de Bakou où, battue par la Japonaise Uta Abe en demi-finale, elle s'impose lors du combat pour la médaille de bronze face à la Belge Charline Van Snick sur waza-ari.
En 2019, c'est en tant que no 1 mondiale qu'elle se rend à Minsk pour les Jeux européens. En demi-finale, elle est opposée à la Kosovare Majlinda Kelmendi, championne olympique en 2016 à Rio de Janeiro, double championne du monde, en 2013 et 2014 et triple championne d’Europe, s'inclinant lors du golden score. Elle remporte la médaille de bronze en s'imposant ensuite face à l'Italienne Odette Giuffrida, vice championne olympique en 2016 à Rio de Janeiro, sur un waza-ari, également lors du golden score. Lors des mondiaux de Tokyo, elle est opposée en demi-finale à la Russe Natalia Kuziutina qui s'impose en golden score sur waza-ari, avant de s'incliner face à la Japonaise Ai Shishime lors du combat pour la médaille de bronze. Elle a remporté par la suite le Grand Slam d'Osaka en 2019, où elle s'est imposée en finale face à Uta Abe, double championne du monde et invaincue depuis 3 ans, et ce devant son public nippon.
Le 16 avril 2021, elle est sacrée championne d’Europe à Lisbonne (Portugal), en battant par ippon l’italienne Odette Giuffrida en finale. Elle ne parvient pas à conserver son titre en 2022 à Sofia, battue en finale au golden score par la Britannique Chelsie Giles.
En 2022, elle intègre l'équipe de France Douane.
Buchard remporte en 2023 le tournoi du Grand Chelem d'Antalya. La même année, elle finit 3e des championnats du monde de judo à Doha après avoir battu Reka Pupp et perdu en quart de finale contre Uta Abe. Le 3 novembre, elle remporte son deuxième titre européen en dominant en finale Distria Krasniqi. Trois semaines plus tard, la Fédération française de judo annonce la sélection de Buchard pour les Jeux olympiques de 2024 disputés à Paris.

En début d'année 2024, ressentant une grande lassitude pouvant la mener au burn-out, Amandine Buchard décide de s'éloigner du judo durant plusieurs semaines et retarde son retour à la compétition, initialement prévu au début du mois de février à l'occasion du tournoi de Paris. Elle fait son retour le 1er mars lors du Grand Chelem de Tachkent qu'elle remporte,,. Elle est en mai médaillée de bronze aux Championnats du monde d'Abou Dabi. Pendant sa pause, elle pratique le rugby à XV.

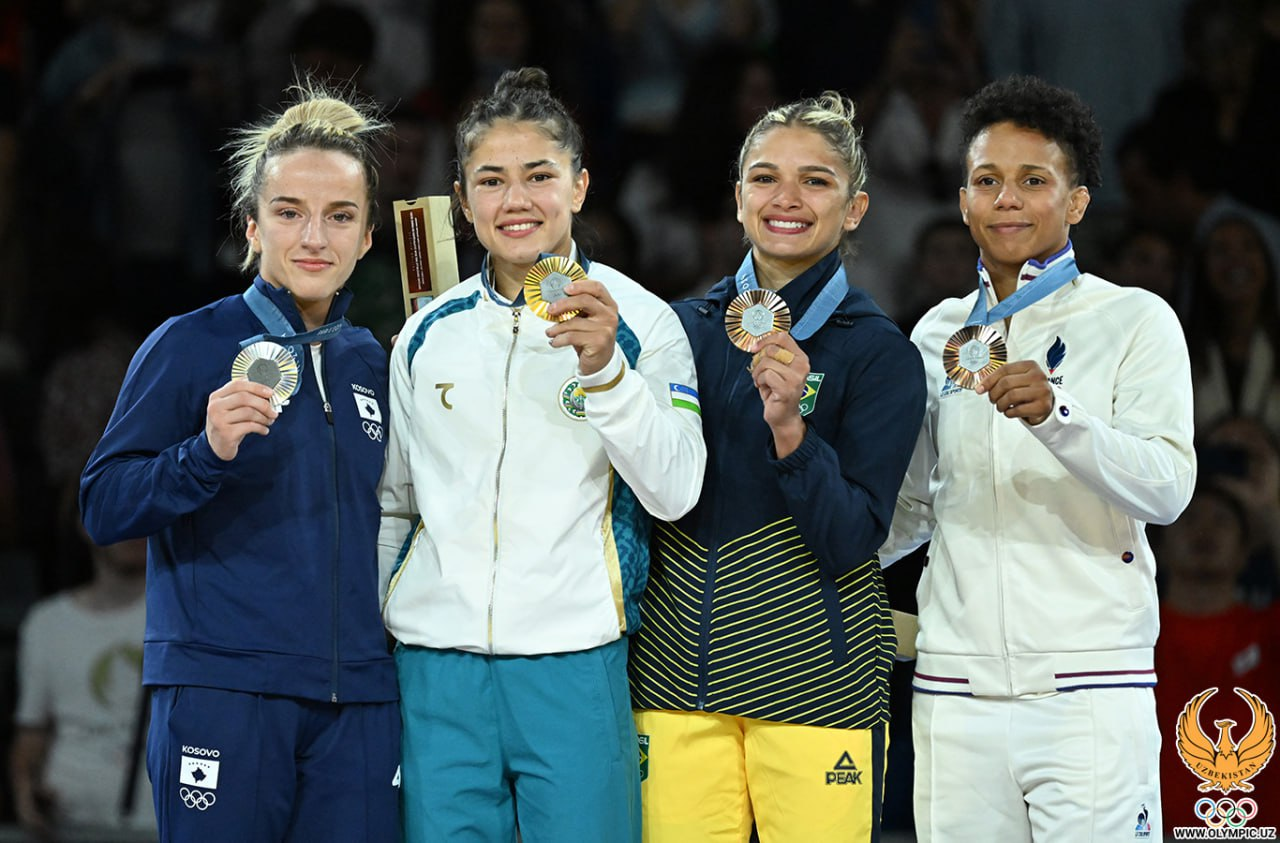
Podium des jeux olympiques de Paris 2024

Aux JO de 2024, Buchard est battue en demi-finale des moins de 52 kg par Diyora Keldiyorova. Elle obtient durant le golden score la médaille de bronze face à la Hongroise Réka Pupp. Elle obtient ensuite la médaille d'or en épreuve par équipes mixtes, sans toutefois combattre.
Juste après les Jeux olympiques, elle annonce vouloir se qualifier aux Jeux olympiques de 2028 en judo, mais aussi en rugby à sept. Pour cela, elle intègre en 2024-2025 le RC Noisy-le-Grand - Marne-la-Vallée, club de Fédérale 2. Elle est cependant sans club concernant le judo, le Paris Saint-Germain, club avec lequel elle est sous contrat entre août 2021 et août 2024, n'adhérant pas à son double projet sportif,. En octobre 2024, elle intègre le club omnisports du Stade français et devient membre de ses sections judo et rugby.
En mars 2025, Buchard reprend la compétition lors du Grand Chelem de Tbilissi qu'elle remporte. Elle figure dans la sélection française annoncée en vue des championnats du monde mais est absente de celle des championnats d'Europe, une épreuve qu'elle souhaitait disputer dans le cadre de sa préparation pour les Mondiaux,. Après cette décision, elle déclare ressentir de « l'incompréhension et de la colère » ainsi qu'une « injustice qui (la) révolte ». En mai, elle s'aligne en compétition au Grand Chelem de Douchanbé où elle s'impose. En juin, elle est dominée par Uta Abe en huitièmes de finale lors des championnats du monde.

### Vie privée
Elle est divorcée de la judokate allemande Nieke Nordmeyer le 27 juillet 2020.
En juin 2021, elle fait son coming out dans le documentaire « Faut qu’on parle » diffusé sur MyCanal.

## Palmarès

### En individuel

#### Jeux olympiques
| Année | Compétition     | Lieu  | Résultat | Catégorie      |
| ----- | --------------- | ----- | -------- | -------------- |
| 2021  | Jeux olympiques | Tokyo | 2e       | Moins de 52 kg |
| 2024  | Jeux olympiques | Paris | 3e       | Moins de 52 kg |

#### Championnats du monde
| Année | Compétition                    | Lieu            | Résultat | Catégorie      |
| ----- | ------------------------------ | --------------- | -------- | -------------- |
| 2011  | Championnats du monde Cadettes | Kiev            | 3e       | Moins de 48 kg |
| 2013  | Championnats du monde Juniors  | Ljubljana       | 3e       | Moins de 48 kg |
| 2014  | Championnats du monde          | Tcheliabinsk    | 3e       | Moins de 48 kg |
| 2014  | Championnats du monde Juniors  | Fort Lauderdale | 1re      | Moins de 52 kg |
| 2018  | Championnats du monde          | Bakou           | 3e       | Moins de 52 kg |
| 2022  | Championnats du monde          | Tachkent        | 3e       | Moins de 52 kg |
| 2023  | Championnats du monde          | Doha            | 3e       | Moins de 52 kg |
| 2024  | Championnats du monde          | Abou Dabi       | 3e       | Moins de 52 kg |

#### Championnats d'Europe
| Année | Compétition                           | Lieu        | Résultat | Catégorie      |
| ----- | ------------------------------------- | ----------- | -------- | -------------- |
| 2011  | Championnats d'Europe Cadettes        | Cottonera   | 2e       | Moins de 48 kg |
| 2014  | Championnats d'Europe                 | Montpellier | 2e       | Moins de 48 kg |
| 2019  | Jeux européens (Championnat d'Europe) | Minsk       | 3e       | Moins de 52 kg |
| 2021  | Championnats d'Europe                 | Lisbonne    | 1re      | Moins de 52 kg |
| 2022  | Championnats d'Europe                 | Sofia       | 2e       | Moins de 52 kg |
| 2023  | Championnats d'Europe                 | Montpellier | 1re      | Moins de 52 kg |

#### Tournois Grand Chelem, Grand Prix & Masters
| Année | Compétition     | Lieu              | Résultat | Catégorie      |
| ----- | --------------- | ----------------- | -------- | -------------- |
| 2013  | Grand Chelem    | Abou Dhabi        | 1re      | Moins de 48 kg |
| 2014  | Grand Chelem    | Paris             | 3e       | Moins de 48 kg |
| 2014  | Grand Prix      | Jeju              | 1re      | Moins de 48 kg |
| 2017  | Grand Prix      | Düsseldorf        | 2e       | Moins de 52 kg |
| 2017  | Grand Prix      | Tbilissi          | 1re      | Moins de 52 kg |
| 2017  | Grand Chelem    | Ekaterinbourg     | 3e       | Moins de 52 kg |
| 2017  | Grand Chelem    | Tokyo             | 3e       | Moins de 52 kg |
| 2017  | Masters mondial | Saint-Pétersbourg | 2e       | Moins de 52 kg |
| 2018  | Grand Chelem    | Paris             | 2e       | Moins de 52 kg |
| 2018  | Grand Prix      | Tbilissi          | 1re      | Moins de 52 kg |
| 2018  | Grand Prix      | Zagreb            | 2e       | Moins de 52 kg |
| 2018  | Grand Chelem    | Osaka             | 3e       | Moins de 52 kg |
| 2018  | Masters mondial | Guangzhou         | 2e       | Moins de 52 kg |
| 2019  | Grand Prix      | Marrakech         | 1re      | Moins de 52 kg |
| 2019  | Grand Chelem    | Bakou             | 1re      | Moins de 52 kg |
| 2019  | Grand Chelem    | Osaka             | 1re      | Moins de 52 kg |
| 2019  | Masters mondial | Qingdao           | 2e       | Moins de 52 kg |
| 2020  | Grand Chelem    | Budapest          | 1re      | Moins de 52 kg |
| 2021  | Masters mondial | Doha              | 1re      | Moins de 52 kg |
| 2021  | Grand Chelem    | Abou Dabi         | 1re      | Moins de 52 kg |
| 2022  | Grand Chelem    | Paris             | 1re      | Moins de 52 kg |
| 2023  | Grand Chelem    | Paris             | 3e       | Moins de 52 kg |
| 2023  | Grand Chelem    | Antalya           | 1re      | Moins de 52 kg |
| 2023  | Masters mondial | Budapest          | 1re      | Moins de 52 kg |
| 2024  | Grand Chelem    | Tachkent          | 1re      | Moins de 52 kg |
| 2025  | Grand Chelem    | Tbilissi          | 1re      | Moins de 52 kg |
| 2025  | Grand Chelem    | Douchanbé         | 1re      | Moins de 52 kg |

#### Autres compétitions
| Année | Compétition                                  | Catégorie      |
| ----- | -------------------------------------------- | -------------- |
| 2011  | 1re à l'European Cup Cadettes Szczyrk        | moins de 48 kg |
| 2012  | 2e à l'European Cup Juniors Saint-Petersburg | moins de 48 kg |
| 2012  | 2e à l'European Cup Juniors Lyon             | moins de 48 kg |
| 2012  | 1re à l'European Cup Juniors Leibnitz        | moins de 48 kg |
| 2012  | 1re à l'European Cup Juniors Varsovie        | moins de 48 kg |
| 2015  | 1re à l'European Cup Seniors Sarajevo        | moins de 52 kg |
| 2016  | 3e à l'European Open Seniors Glasgow         | moins de 52 kg |
| 2017  | 1re à l'European Cup Seniors Malaga          | moins de 52 kg |
| 2017  | 1re à l'African Open Seniors Tunis           | moins de 52 kg |

#### Championnats de France
| Année | Compétition                                | Catégorie      |
| ----- | ------------------------------------------ | -------------- |
| 2010  | 3e au Championnat de France Cadettes FFJDA | moins de 52 kg |
| 2011  | 3e au Championnat de France Cadettes UNSS  | moins de 48 kg |
| 2011  | Championne de France Cadettes FFJDA        | moins de 48 kg |
| 2012  | Championne de France Juniors               | moins de 48 kg |
| 2012  | Championne de France Séniors 1re DIV       | moins de 48 kg |
| 2013  | Championne de France Séniors 1re DIV       | moins de 48 kg |
| 2017  | Championne de France Séniors 1re DIV       | moins de 52 kg |

### Par équipe

#### Compétitions internationales
| Année | Compétition                                 | Lieu            | Résultat |
| ----- | ------------------------------------------- | --------------- | -------- |
| 2013  | Championnats du monde Juniors (équipe)      | Ljubljana       | 2e       |
| 2014  | Championnats du monde Juniors (équipe)      | Fort Lauderdale | 2e       |
| 2017  | Championnats d'Europe Seniors (équipe)      | Varsovie        | 1re      |
| 2018  | European Club Championships - Europa League | Bucarest        | 1re      |
| 2019  | European Club Championships - Golden League | Oviedas         | 1re      |
| 2019  | Championnats du monde Seniors (mixte)       | Tokyo           | 2e       |
| 2021  | Jeux olympiques (équipe Mixte)              | Tokyo           | 1re      |
| 2024  | Jeux olympiques (équipe Mixte)              | Paris           | 1re      |

#### Compétitions nationales
| Année | Compétition                                         | Catégorie |
| ----- | --------------------------------------------------- | --------- |
| 2015  | Championne de France 1re Division par équipe        |           |
| 2017  | Championne de France 1re Division par équipe        |           |
| 2020  | 3e au Championnat de France 1re Division par équipe |           |

## Décorations
- Chevalière de la Légion d'honneur (2021)[50]
- Officier de l'ordre national du Mérite (2024)[51]